# Metallspürhunde
Metallspürhunde sind eine schweizerische Synth-Rock-Band.

## Geschichte
Metallspürhunde wurde 1998 von Michel Frasse und Peter Graf gegründet. Der Name leitet sich von den Minensuchhunden im Vietnamkrieg ab.
1999 veröffentlichten sie ihr Debütalbum Metallspürhunde und fingen an in Deutschland und in der Schweiz auf Tournee zu gehen. 2001 brachten sie mit Preview2 ein weiteres Album heraus. Ende 2003 erschien das Album Blut & Spiele, 2006 Amokmensch, im März 2009 Böse Wetter und im  April 2011 Moloch. Von 2004 bis 2016 waren Metallspürhunde beim deutschen Label Danse Macabre unter Vertrag. Seit 2016 stehen sie bei Trisol Music Group und darkTunes unter Vertrag.
2013 gründete die Band das Nebenprojekt „Das war Krach“ und veröffentlichte bisher unter diesem Namen eine Single sowie das Album Protokino (beides nur auf Vinyl erschienen).

## Diskografie

### Alben
- 1999: Metallspürhunde
- 2001: Preview2
- 2003: Blut & Spiele
- 2006: Amokmensch
- 2009: Böse Wetter
- 2009: Böse Wetter Fan-Edition
- 2011: Moloch
- 2011: Moloch Limited Edition
- 2017: Giftbox

### EPs
- 2006: Nackt (Akustik-EP)
- 2007: Was hat dich bloss so ruiniert
- 2009: Die letzte grosse Fahrt
- 2015: Schwarzer Hund
- 2019: Kater
- 2021: Oh, Hamlet[1]